# Conrad Robertson
Conrad Christian Robertson (ur. 27 grudnia 1957 w Devonport) – nowozelandzki wioślarz, złoty medalista olimpijski i dwukrotny medalista mistrzostw świata.

## Kariera
Wystartował na igrzyskach olimpijskich w Los Angeles w 1984, gdzie osada Nowej Zelandii w składzie: Les O’Connell, Shane O’Brien, Conrad Robertson i Keith Trask zdobyła złoty medal w czwórkach bez sternika. W finale uplasowali się o 2,52 sekundy przed osadą USA i o 4,24 sekundy przed osadą Danii. Był to pierwszy w historii złoty medal olimpijski dla Nowej Zelandii w tej konkurencji i zarazem jego jedyny start olimpijski.
Na mistrzostwach świata w Bledzie (1979) zdobył srebrny medal w ósemkach. Na rozgrywanych rok później mistrzostwach świata w Duisburgu wspólnie z Lesem O’Connellem, Gregiem Johnstonem, Keithem Traskiem i Brettem Hollisterem (sternik) zdobył złoto w czwórkach ze sternikiem. 
Po zakończeniu kariery przeniósł się z Auckland do Warkworth, gdzie pomagał prowadzić rodzinną firmę zajmującą się szkutnictwem.